# Mindre fläckmätare
Mindre fläckmätare, Lomaspilis marginata, är en fjärilsart som beskrevs av Carl von Linné 1758. Mindre fläckmätare ingår i släktet Lomaspilis och familjen mätare, Geometridae. Arten är reproducerande i Sverige. Inga underarter finns listade i Catalogue of Life.

## Utbredning
Den förekommer över merparten av Europa till Uralbergen, västra och centrala Sibirien, Transbajkal, Kazakstan, Tian Shan, norra Mongoliet och delar av främre Orienten.

## Utseende
Mindre fläckmätare är en mycket särpräglad art med vita vingar markerade med svarta fläckar runt kanterna. Mängden svart varierar, där hanarna vanligtvis (men inte alltid) har mer omfattande svarta områden än honorna. Ibland ses nästan helt vita eller svarta individer, även om detta är sällsynt. Vingspannet är 24–28 mm. Arten är extremt variabel. Linnés form Lomaspilis marginata marginata har en fullständig svart kant runt båda vingarna, även på framvingen ytterligare fläckar eller fläckar vid basen och mitten av ribban.

## Bildgalleri

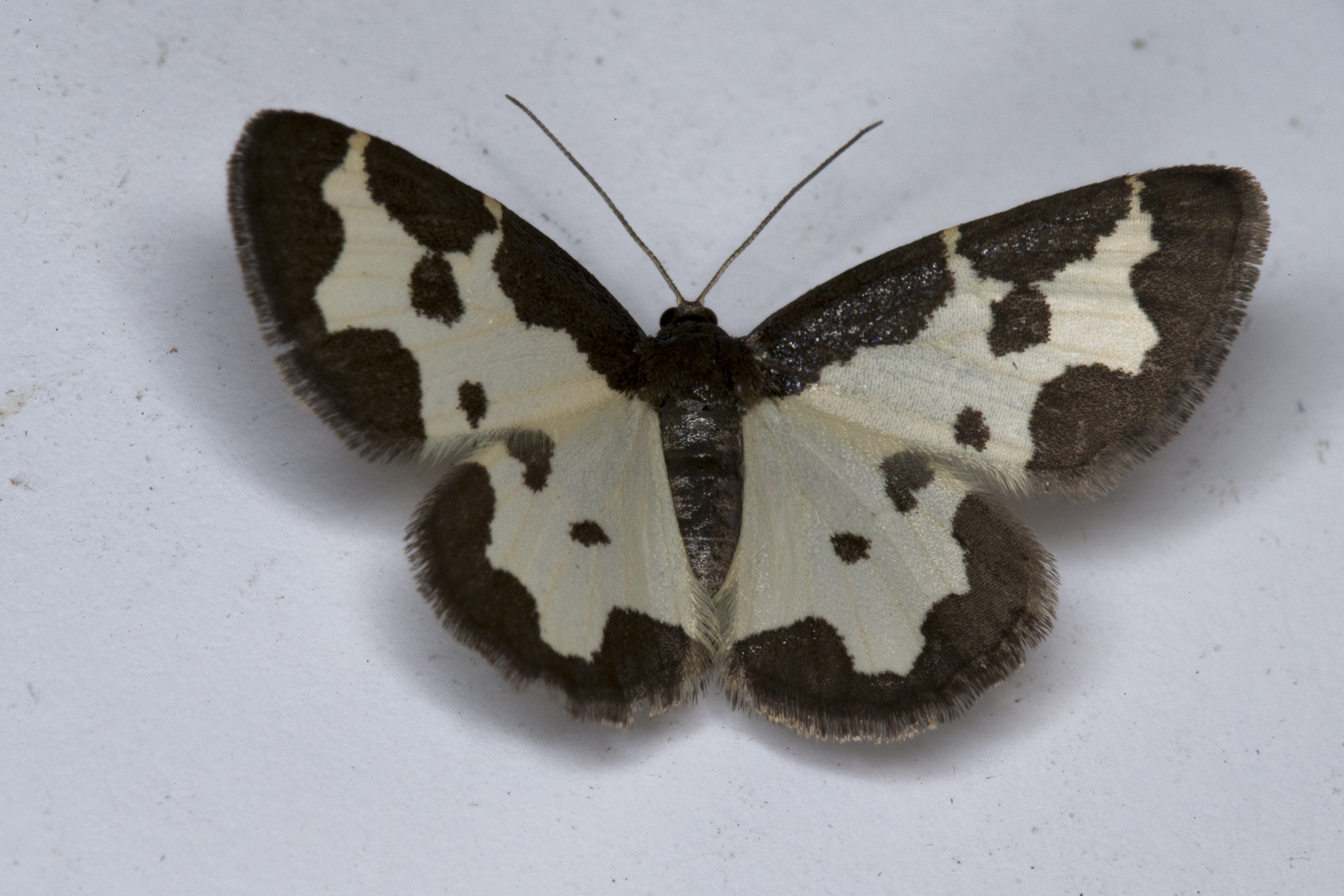
imago, ovansida
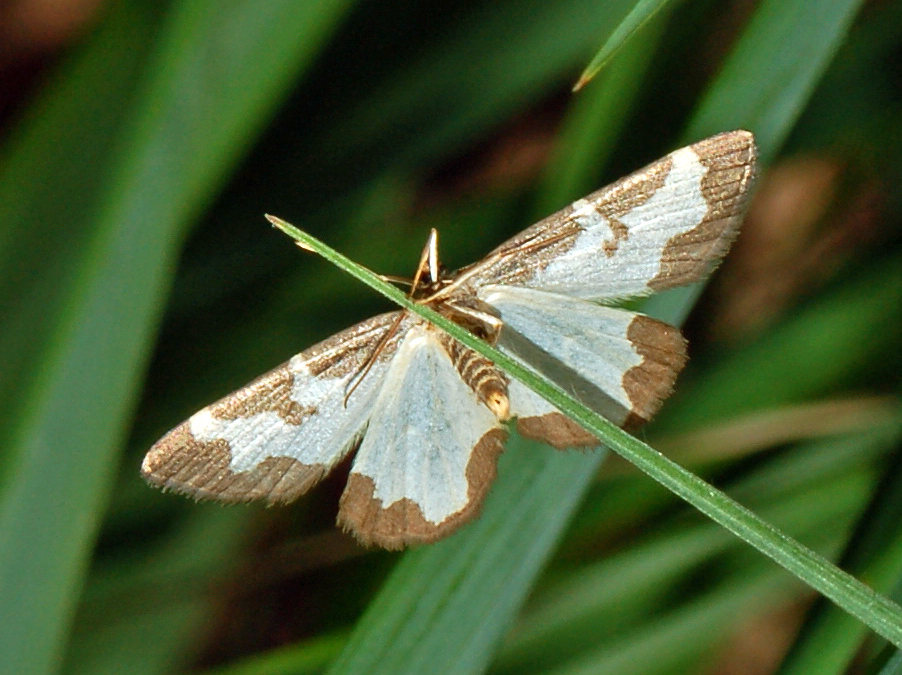
imago, undersida
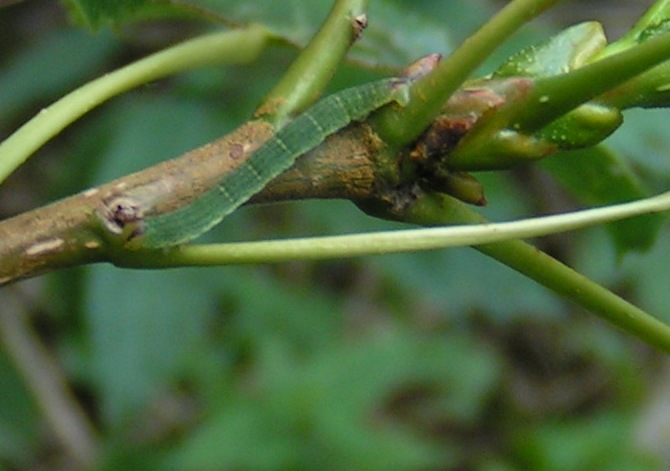
larv